# 井上英沖
井上 英沖（いのうえ ひでおき、1939年 - 1986年8月）は、日本の漫画家。北海道旭川市出身。英京治（はなぶさ きょうじ）名義でも作品を発表している。

## 人物
手塚治虫のアシスタントを経て、1959年『テレビ小僧』を「おもしろブック」に発表し、商業誌デビュー。 1964年には横山光輝、馬場秀夫、宮腰義勝、岸本修らと光プロダクションを設立。代表作に、アニメ化された『遊星少年パピイ』（原作：吉倉正一郎、『少年』連載）がある。他に『サンダー7』があり、『宇宙パトロールホッパ』や『サンダーバード』など、テレビ作品のコミカライズに多く携わる。
『パピイ』のヒットにより、莫大な収入を得たが遊興費などに散財し、その後は多額の所得税の未払いなどから逃げ回るような生活だった。私生活ではクラブ歌手をしていた女性と結婚し、子供にも恵まれたが、仕事が無くなったことで妻は子供を連れて井上の元を去り、その後は四畳半一間のアパートに独り暮らしだった。そうした暮らしぶりの中、編集プロダクションから仕事をもらい、ソノシートのイラスト描きなどで細々と収入を得、ある程度貯まると独りで旅に出る生活だったが、その最期は自室での孤独死だった。

## 作品リスト
- テレビ小僧（おもしろブック 1959年新年増刊号）
- 三太くんがんばれ（たのしい三年生 1959年4月号）
- 白い悪魔
- 鉄人ゴーレム（たのしい三年生 1962年5月号付録)
- サンダー7（少年画報 9月号-1965年6月号、週刊少年キング）
- 遊星少年パピイ（少年 1964年11月号-1965年12月号、1965年お正月増刊号付録、夏休み増刊号付録）
- サンダーX（少年 1964年夏休み大増刊スリラーブック ）
- 巨人ライダー（別冊少年サンデー 1964年秋季号）
- 宇宙パトロールホッパ（ぼくら 1964年-1965年）
- 狂った惑星
- ドグマ3（まんが王 1965年夏休み大増刊号）
- サンダーバード（小学一年生 1966年9月号-1967年3月号、小学四年生 1967年10月号-1968年2月号、TBSコミックス）
- ウルトラマン（現代コミクス、TBSコミックス）
- ドラゴン・タイガー
- キャプテンウルトラ
- ウルトラセブン（TBSコミックス）